# Zhu Xueying
Zhu Xueying (朱 雪莹S; Pechino, 2 marzo 1998) è una ginnasta cinese, vincitrice della medaglia d'oro ai Giochi olimpici estivi di Tokyo 2020 nel trampolino elastico.

## Palmarès
- Giochi olimpici

Tokyo 2020: oro nell'individuale;
- Mondiali

Sofia 2017: oro nel trampolino elastico sincro; oro nel trampolino a squadre;
San Pietroburgo: oro nel concorso generale a squadre; argento nell'individuale;
Sogia 2022: oro nell'individuale a squadre;
Birmingham: oro nell'individuale a squadre; argento nell'individuale;
- Giochi asiatici

Hangzhou 2022: oro nell'ndividuale;
- Giochi olimpici giovanili estivi

Nanchino 2014: oro nell'individuale;